# Toporský potok
Toporský potok je potok na horní Spiši, v severní části okresu Kežmarok. Je to levostranný přítok Popradu, měří 8,9 km a je tokem IV. řádu.

## Pramen
Pramení ve Spišské Maguře na západním svahu hory Špičiak (1 050,7 m n. m.) v lokalitě Predná poľana, v nadmořské výšce přibližně 885 m n. m.

## Směr toku
Od pramene teče na krátkém úseku nejprve na západ, pak na jihozápad, v lokalitě Kotol se dále stáčí a pokračuje severojižním směrem. Po přibrání Pustovce teče jihovýchodním směrem do obce Toporec, kde na krátkém úseku teče na jih. Pod obcí již pokračuje k ústí jihojihovýchodním směrem.

## Geomorfologické celky
- Spišská Magura, podsestava Veterný vrch
- Podtatranská kotlina, podsestava Popradská kotlina, část Vojnianske podhorie

## Přítoky
- Pravostranné: přítok (750,5 m n. m.) pramenící jižně od kóty 948,4 m, přítok z VSV svahu Kameniarky (935,2 m n. m.), Pustovec, Hájnik, přítok z lokality Chrbát, Krígovský potok
- Levostranné: přítok z lokality Kotol, přítok z oblasti Skalky, Homôľka, Hlinený potok

## Ústí
Do Popradu se vlévá severoseverozápadně od obce Holumnica v nadmořské výšce cca 569,5  m n. m.

## Obce
Potok teče pouze katastrálním územím obce Toporec.